# Mariam Shengelia
Mariam Shengelia (in georgiano მარიამ შენგელია?; Mingrelia, 14 maggio 2002) è una cantante georgiana.
Ha rappresentato la Georgia all'Eurovision Song Contest 2025 con il brano Freedom.

## Biografia
Originaria della regione storica della Mingrelia, ha vissuto a Tbilisi fino al 2012, quando la sua famiglia si è stabilita definitivamente a Zugdidi. Ha sviluppato un interesse per il canto e lo spettacolo durante l'infanzia. Ha successivamente frequentato il Conservatorio di Stato di Tbilisi, dove ha studiato canto e teoria musicale.
È salita alla ribalta nel 2018, quando ha preso parte alla quinta edizione del talent show X Factor Georgia su Imedi TV. Il suo percorso è proseguito fino alla semifinali, dove è stata poi eliminata. L'anno seguente ha partecipato alla seconda edizione di Georgian Idol, che ha funto anche da processo di selezione del rappresentante georgiano all'Eurovision Song Contest 2020, classificandosi sesta. Nonostante la mancata vittoria, l'emittente georgiana GPB ha offerto la possibilità alla Shengelia di accompagnare Tornik'e Kipiani, vincitore del talent e rappresentante eurovisivo georgiano, come corista alla manifestazione canora. Infatti la Shengelia è stata la voce non accreditata nel singolo Take Me as I Am, tuttavia i piani sono saltati a causa della cancellazione dell'Eurovision Song Contest per via della pandemia di COVID-19.
Dopo un periodo di attività come parte dell'ensemble musicale Mix2ura, nel 2021 ha riprovato la strada dei talent, partecipando alla quarta edizione di The Voice Georgia su 1TV. Dopo aver superato le audizioni ed essere entrata nel team di Salio, ha raggiunto le semifinali del programma prima di essere eliminata. Nel 2025 è stata confermata nel programma Tsekvaven Varskvlavebi, versione caucasica del programma Dancing with the Stars, classificandosi seconda durante la serata finale.
Il 14 marzo 2025 è stato confermato che l'emittente radiotelevisiva georgiana GPB l'ha selezionata internamente come rappresentante nazionale per l'Eurovision Song Contest 2025 a Basilea, in Svizzera. Il suo brano eurovisivo, Freedom, è stato presentato nel medesimo giorno sul canale televisivo 1TV. Nel maggio successivo, si è esibita durante la seconda semifinale della manifestazione europea, non riuscendo però a qualificarsi per la finale.

## Controversie
Mariam Shengelia è stata criticata per aver sostenuto pubblicamente il partito di stampo populista ed euroscettico Sogno Georgiano, e per aver partecipato a campagne pubblicitarie e concerti in loro sostegno; nonostante in passato la stessa artista avesse criticato le azioni del partito e della maggioranza del Governo della Georgia, in merito all'invasione russa dell'Ucraina, nonché ad aver partecipato pubblicamente alle proteste in Georgia del 2023. L'artista ha successivamente dichiarato che la sua partecipazione a tali concerti avevano l'obiettivo di diffondere un messaggio di pace.

## Discografia

### Singoli
- 2025 – Freedom

Come artista ospite
- 2020 – Take Me as I Am (Tornik'e Kipiani feat. Mariam Shengelia; voce non accreditata)